# Messingblæser
Betegnelsen messingblæser bruges om blæseinstrumenter af messing, hvor musikeren selv sætter luften i svingninger inden den sendes ind i instrumentet.
Messingblæseren består af mundstykket, dvs. den del, der har kontakt med musikerens læber. Klangstykket (el. schallstykket) er betegnelsen for den i reglen tragtformede munding, hvor lyden kommer fra. De fleste messingblæseinstrumenter er desuden forsynet med ventiler, der betjenes for at regulere længden af det rør, luften passerer igennem og hvori tonen dannes. Jo mindre resonansrum, des højere toner kan frembringes. 
Trækbasunen er ikke forsynet med ventiler, da længden af røret i stedet reguleres ved at forskyde to rørstykker, der benævnes 'trækket'. Ved jagthornet og luren er det udelukkende musikerens embouchure, dvs. brug af læbemuskulaturen, der er afgørende for hvilken tone, der dannes. Og idet rørets længde og omfang ligger fast, kan et sådant instrument kun spille naturtoner. 

## Stemninger
De fleste messingblæsere er transponerende instrumenter. Basunen udgør en undtagelse.

## Instrumenter.
Messingblæsere er f.eks. følgende instrumenter:
- Althorn
- Barytonhorn
- Basun
- Euphonium
- Flygelhorn
- Horn
- Jagthorn
- Kornet
- Lur
- Trompet
- Trækbasun (engelsk: trombone)
- Tuba, i særudgave til marchorkester: sousafon
- Valdhorn

## Historie.
Messingblæsere kendes tilbage fra det antikke Egypten, de første udgaver var bare et metalrør uden mundstykke, senere kom en plade til støtte for læberne, og endelig et rigtigt mundstykke. Lurerne fra den danske og skånske bronzealder havde mundstykker. I middelalderen begyndte man at eksperimentere med hvordan man kunne fremstille instrumenter, der ikke var begrænset til naturtoner. De første forsøg var en trompet i to dele, hvor den ene del kunne skydes ind i den anden. Det blev dog for tungt og upraktisk og blev erstattet af basunens system. Der blev også fremstillet lange og snævre trompeter som kunne spille de meget høje naturtoner som udgør en Diatonisk skala. Hornet har kunnet spille flere toner mellem naturtonerne, bl.a. fordi hornister regulerer tonerne ved at stoppe højre hånd ind i schallstykket. Der er blevet eksperimenteret med huller og klapper, som på træblæsere men uden tilfredsstillende resultat. Først med opfindelsen af ventilerne blev det let at spille en Kromatisk skala på andre messingblæseinstrumenter end basunen.